# Glaucicodia
Glaucicodia là một chi bướm đêm thuộc họ Noctuidae.